# 鷹乃ゆき
鷹乃 ゆき（たかの ゆき、女性、5月1日 -）は、日本の原画家、イラストレーター。血液型はA型。同人サークル「Allegro Mistic」を主宰している。

## 経歴
以前は、「たかのゆき」（それ以前は、朱音流架）というペンネームで活動していたが、2009年発売のPCゲーム『Princess Party 〜プリンセスパーティー〜』における本格原画家デビューの際に改名。CIRCUSに所属していたが、2012年に脱退。

## 作品

### 一般ゲーム

#### 2008年
- D.C.II P.S. 〜ダ・カーポII〜 プラスシチュエーション（沢井勇斗、アニメアイコンを担当[4]）
- D.C. Four Seasons 〜ダ・カーポ〜 フォーシーズンズ（一部原画）

#### 2010年
- fortissimo//Akkord:Bsusvier（一部原画）
- uni.（メイン原画）
- D.C.I&II P.S.P. 〜ダ・カーポI&II〜 プラスシチュエーションポータブル（一部原画）

#### 2011年
- T.P.さくら 〜タイムパラディンさくら〜（一部原画・キャラクターデザイン）
- fortissimo EXA//Akkord:Bsusvier（一部原画）

#### 2012年
- D.C.III 〜ダ・カーポIII〜（一部原画・キャラクターデザイン）

#### 2013年
- D.C.III DASH 〜ダ・カーポIII Ver.1.3〜 USBメモリ版（追加イベント絵原画）
- D.C.III+ 〜ダ・カーポIII〜プラス（原画）
- D.C.III R 〜ダ・カーポIII アール〜（原画）

#### 2019年
- D.C.4 〜ダ・カーポ4〜（原画）

#### 2021年
- D.C.4 Fortunate Departures 〜ダ・カーポ4〜 フォーチュネイトデパーチャーズ（原画）

#### 2023年
- D.C.5 〜ダ・カーポ5〜（原画）
- D.C.III P.S. ～ダ・カーポIII プラスストーリー～（原画）[5]

#### 2024年
- D.C.5 Future Link ～ダ・カーポ5～ フューチャーリンク（原画）
- D.C.5 Plus Happiness ～ダ・カーポ5～プラスハピネス（原画）

#### 2025年
- D.C. Re:tune ～ダ・カーポ～ リチューン（原画）[6]

### アダルトゲーム

#### 2007年
- エターナルファンタジー（一部原画）

#### 2008年
- 空を飛ぶ、3つの方法。（一部原画）
- D.C.II P.C. 〜ダ・カーポII〜 プラスコミュニケーション（一部原画）

#### 2009年
- Princess Party 〜プリンセスパーティー〜（メイン原画）
- Princess Party Camellia 〜プリンセスパーティーカメリア〜（メイン原画）
- D.C.II To You 〜ダ・カーポII〜 トゥーユー（一部原画）
- 空を飛ぶ、7つ目の魔法。（一部原画）
- D.C.II Fall in Love 〜ダ・カーポII〜 フォーリンラブ（一部原画）

#### 2010年
- あるぴじ学園（一部原画・彩色）
- D.C. Dream X'mas 〜ダ・カーポ〜 ドリームクリスマス（原画）

#### 2011年
- A.G.II.D.C. 〜あるぴじ学園2.0 サーカス史上最大の危機!?〜（ゲストキャラ原画）

#### 2012年
- fortissimo EXS//Akkord:nächsten Phase（一部原画）

#### 2013年
- D.C.III R 〜ダ・カーポIII アール〜X-rated（原画・キャラクターデザイン）
- ラブらブライド（原画）

#### 2014年
- 空飛ぶ羊と真夏の花 -When girls wish upon a star.- -Limited Edition-（一部原画）
- D.C.III P.P. 〜ダ・カーポIII プラチナパートナー〜（原画）

#### 2015年
- D.C.II Dearest Marriage 〜ダ・カーポII〜 ディアレストマリッジ（原画）

#### 2016年
- D.S. -Dal Segno-（メイン原画）
- D.C.III With You 〜ダ・カーポIII〜 ウィズユー（原画）

#### 2017年
- 猫忍えくすはーと（メイン原画）
- D.S.i.F. -Dal Segno- in Future（メイン原画）
- D.C.III DreamDays 〜ダ・カーポIII〜 ドリームデイズ（原画）
- 猫忍えくすはーと+PLUS なち編（メイン原画）
- 猫忍えくすはーと+PLUS 彩羽編（メイン原画）

#### 2018年
- 猫忍えくすはーと2（メイン原画）
- てんぷれっ!!（メイン原画）
- 猫忍えくすはーと2 LOVE+PLUS（メイン原画）

#### 2019年
- 猫忍えくすはーと3（メイン原画）

#### 2020年
- 竜姫ぐーたらいふ[7]（原画）
- 竜姫ぐーたらいふ LOVE+PLUS[8]（原画）

#### 2021年
- 竜姫ぐーたらいふ2[9]（原画）
- D.C.4 Plus Harmony 〜ダ・カーポ4〜 プラスハーモニー（原画）

#### 2022年
- D.C.4 Sweet Harmony 〜ダ・カーポ4〜 スイートハーモニー（原画）
- 竜姫ぐーたらいふ3[10]（原画）

#### 2023年
- 猫忍えくすはーとSPIN!（原画）

#### 2024年
- 猫忍えくすはーとSPIN! LOVE+PLUS（原画）

#### 2025年
- 猫忍えくすはーとSPIN!2（原画）

### 同人ゲーム
- スクールなびげーしょん!（原画）

### 挿絵
- ウチの姉が○○すぎて困っている件（美少女文庫/著者：みかづき紅月）
- 『執事なシツジと魔法契約』シリーズ（MF文庫J/著者：三門鉄狼）

### 表紙イラスト
- パソコンパラダイス - 2009年5月号から2010年4月号までの1年間。

### その他
その他の作品については、を参照のこと。